# L'Âge du fer
Pour les articles homonymes, voir Âge.
L'Âge du fer (L'età del ferro) est une mini-série documentaire italienne en cinq épisodes réalisée par Renzo et Roberto Rossellini et diffusée en 1965 sur Rai 2.

## Synopsis
Avec l'aide du narrateur Giancarlo Sbragia, le fer est abordé comme un fil conducteur pour documenter le rôle de cet élément précieux dans le développement de la civilisation humaine.

## Fiche technique
- Titre français : L'Âge du fer[1],[2]
- Titre original italien : L'età del ferro[3]
- Réalisateur : Roberto Rossellini, Renzo Rossellini
- Scénario : Roberto Rossellini, Marcella Mariani
- Photographie : Carlo Carlini
- Montage : Daniele Alabiso (it)
- Musique : Carmine Rizzo
- Décors : Giuseppe Mariani
- Costumes : Marcella De Marchis
- Maquillage : Franco Di Girolamo, Giuliano Laurenti (it)
- Production : Alberto Soffientini
- Sociétés de production : 22 Dicembre, Istituto Luce, Italsider, RAI Radiotelevisione Italiana
- Pays de production :  Italie
- Langue originale : italien
- Format : Noir et blanc - 1,33:1 - Son mono - 35 mm
- Durée : 300 minutes (5 x 60 minutes)
- Genre : Documentaire
- Date de sortie :
  - Italie : février 1965
  - France : 24 février 2006[1]